# マリリン・ロビンソン
マリリン・ロビンソン（Marilynne Robinson, 1943年11月26日 - ）は、アメリカ合衆国の小説家、エッセイスト。

## 経歴
アイダホ州生まれ。ペンブローク大学、ブラウン大学で学び、1977年にワシントン大学で博士号を取得。ケント大学、アマースト大学、マサチューセッツ大学、イエール大学等で客員教授を務め、2010年にはアメリカ芸術科学アカデミーのフェローに選出された。2016年アイオワ大学名誉教授。

## 日本語訳作品
- 『ピーター・ラビットの自然はもう戻らない』（鮎川ゆりか訳、新宿書房） 1992  ISBN 978-4880081632
- 『ギレアド』（宇野元訳、新教出版社） 2017  ISBN 978-4-400-64001-1
- 『ハウスキーピング』（篠森ゆりこ訳、河出書房新社） 2018  ISBN 978-4-309-20738-4

## 主な受賞歴
- 2004年 全米批評家協会賞 小説部門
- 2005年 ピューリッツァー賞 フィクション部門
- 2006年 グロマイヤー賞 宗教部門
- 2009年 オレンジ賞
- 2013年 朴景利文学賞
- 2014年 全米批評家協会賞 小説部門